# Lance Naik
Lance Naik (L/Nk) era o posto equivalente ao Lance Corporal no Exército Britânico Indiano, imediatamente abaixo de Naik. Nas unidades de cavalaria, o equivalente era o Acting Lance Daffadar. O posto ainda é usado no Exército da Índia, Exército do Paquistão e Exército de Bangladesh.